# Lomandra rigida
Lomandra rigida är en sparrisväxtart som beskrevs av Jacques-Julien Houtou de La Billardière. Lomandra rigida ingår i släktet Lomandra och familjen sparrisväxter. Inga underarter finns listade i Catalogue of Life.